# 特尔福德儿童性剥削丑闻
特尔福德儿童性剥削丑闻（Telford child sexual exploitation scandal）是英国持续不断的丑闻。最初，一群男子在2007年至2009年间在英国什罗普郡的特爾福德，性誘拐当地儿童而被定罪。
随后媒体报道表明有100个或更多女孩受到影响，并且有大约200名犯罪者被怀疑，《Sunday Mirror》在2018年3月报道称，可追溯到1970年代的事件中可能有多达1,000名女孩受到虐待，甚至遭到谋杀。
根据内政部的数据，截至2015年，在英国任何城市中，特尔福德针对儿童的性犯罪率最高。而特尔福德的人口不到17万。

## 概述
在为期两年至2013年5月结束的一系列审判中，七名男子被判犯有针对四个13至16岁女孩的性犯罪。这些罪行包括强奸、控制儿童卖淫、导致儿童卖淫、以及以卖淫为目的性贩运。
警察局長還對犯罪者主要是亞洲男性群體的說法提出異議，並補充說：“我要說的是，特爾福德和雷金的性犯罪實際上與社會崩潰成正比，因此，這不是一個比其他人更特別的部門，我們無論在哪裡都可以解決。”
關於“大多數白人女孩由於其背景而成為目標”的說法也引起了很大的爭議。一起反對修飾的發言人安薩爾·阿里（Ansar Ali）說，他已經看到有關受影響者背景的證據。他說：“兒童事務專員辦公室對這一問題進行了一項研究，該研究可追溯至2013年，根據這項研究，認為三分之一的受害者來自非白人或黑人少數族裔背景。 ”
警察局長還對犯罪者主要是亞洲男性群體的說法提出異議，並補充說：“我要說的是，特爾福德和雷金的性犯罪實際上與社會崩潰成正比，因此，這不是一個比其他人更特別的部門，我們無論在哪裡都可以解決。”

## “圣杯行动”
西梅西亚警察局（管轄什罗普郡、特爾福德和雷金等地）进行了“圣杯行动”（Operation Chalice），以调查有关当地女孩正在受到兒童性誘拐的指控。官员们认为，在2007年至2009年之间，多达100名女孩受到了影响。
根据英国电视台《第四台》的新聞快遞栏目调查：“追捕英国的性帮派”（2011年），警方被告知，特尔福德的男人会“射精然后在孩子的嘴里小便”，还有指控称，在女孩被劫持为人质数小时（有时甚至数天）之时会被一群男人强奸，同时一直被迫听其他房间里女孩被男人强奸的尖叫声。

## 审判
| 名字                                               | 年纪 | 罪行 | 判决     |
| -------------------------------------------------- | ---- | --- | -------- |
| 阿赫德尔·阿里（Ahdel Ali）                         | 25   | 「一项强奸指控、11项与儿童发生性行为的指控、3项控制儿童卖淫罪、1项煽动儿童卖淫罪、煽动儿童从事性活动和在性誘拐后与儿童见面的指控」 | 18年     |
| 穆巴拉克·“马克斯”·阿里（Mubarek "Max" Ali）        | 29   | "四项控制儿童卖淫的指控，两项在英国以性剥削为目的的贩运以及导致儿童卖淫的指控"                                                     | 14年     |
| 穆罕默德·伊斯兰·乔杜里（Mohammed Islam Choudhrey） | 54   | "支付费用与特尔福德女学生发生性关系"                                                                                               | 2年6个月 |
| 穆罕默德·阿里·苏丹（Mohammed Ali Sultan）          | 26   | "与两名少女发生性关系，其中一名13岁"                                                                                               | 7年      |
| 穆罕默德·尤尼斯（Mohammed Younis）                 | 61   | "允许一个男人与一个被妓女控制的女孩发生性关系，从而允许他的公寓用作妓院"                                                           | 2年6个月 |
| 马哈罗夫·汗（Mahroof Khan）                        | 35   | "与一个15岁的女孩发生性关系" | 2年6个月 |
| 坦维尔·艾哈迈德（Tanveer Ahmed）                   | 40   | "控制妓女" | 2年6个月 |

## 要求諮詢
2016年9月，德福郡的保守黨議員露西·艾倫要求進行調查。
她說她已經與虐待的受害者會面，受害者告訴她許多最嚴重的罪犯沒有受到起訴，仍然住在該地區。艾倫說，她將要求時任英國首相特蕾莎·梅採取行動。

研究發現，基於群體的兒童性剝削罪犯最常見是白人。一些研究表明，相對於全國人口的統計，黑人和亞裔罪犯人數過多。但是，不可能得出結論，這代表了所有基於組的CSE違規行為。
（原文：Research has found that group-based child sexual exploitation offenders are most commonly white. Some studies suggest an overrepresentation of black and Asian offenders relative to the demographics of national populations. However, it is not possible to conclude that this is representative of all group-based CSE offending.） 
– 英國內政部